# Secretaría de Transporte (Argentina)
La Secretaría de Transporte es un organismo del Poder Ejecutivo Nacional con competencia en los servicios públicos de transporte. Está bajo la órbita del Ministerio de Economía.

## Historia
Fue creada en 1958 como secretaría de estado del Ministerio de Obras y Servicios Públicos de la Nación con competencia en «…todo lo concerniente al fomento, administración, explotación, coordinación y fiscalización de los servicios públicos de transporte terrestre, marítimo y fluvial de carácter comercial…».
Simultáneamente se disolvió el Ministerio de Transportes creado en 1949.
Bajo la autoridad de la Secretaría de Transporte funcionaba la Empresa Ferrocarriles del Estado Argentino (EFEA); luego Ferrocarriles Argentinos.
En 2015 la secretaría fue reemplazada por el Ministerio de Transporte de la Nación. En el 2023, en el inicio de la presidencia de Javier Milei, volvió a convertirse en secretaría bajo la órbita del Ministerio de Economía.

## Titulares
| Titular                   | Partido                                    | Partido               | Período                                     | Presidente                                 |
| ------------------------- | ------------------------------------------ | --------------------- | ------------------------------------------- | ------------------------------------------ |
| Guillermo Lopez Del Punta |                                            | Partido Justicialista | 5 de febrero de 2002                        | Eduardo Duhalde                            |
| Ricardo Jaime             |                                            | Partido Justicialista | 25 de mayo de 2003-10 de diciembre de 2007  | Néstor Kirchner                            |
| Ricardo Jaime             | 10 de diciembre de 2007-1 de julio de 2009 | Partido Justicialista | Cristina Fernández de Kirchner              |                                            |
| Juan Pablo Schiavi        |                                            | Partido Justicialista | Cristina Fernández de Kirchner              | 1 de septiembre de 2009-7 de marzo de 2012 |
| Alejandro Ramos           |                                            | Partido Justicialista | Cristina Fernández de Kirchner              | 7 de marzo de 2012-10 de diciembre de 2015 |
| Franco Mogetta            |                                            | La Libertad Avanza    | 22 de diciembre de 2023 - 2 de mayo de 2025 | Javier Milei                               |
| Luis Pierrini             |                                            | Independiente         | 2 de mayo de 2025 - actualidad              | Javier Milei                               |

## Subsecretarías
| Subsecretaría                              | Titular                 |
| ------------------------------------------ | ----------------------- |
| Subsecretario de Transporte Automotor      | Mariano Plencovich      |
| Subsecretario de Transporte Aéreo          | Hernán Adrián Gomez     |
| Subsecretario de Puertos y Vías Navegables | Iñaki Arreseygor        |
| Subsecretario de Transporte Ferroviario    | Martin Gabriel Ferreiro |